# UiTM 유나이티드
UiTM 유나이티드(UiTM United)는 슬랑오르주의 샤알람에 연고지를 둔 말레이시아의 축구 클럽으로 현재 말레이시아 A1 세미 프로리그에 소속되어 있으며 10,000석 규모의 UiTM 스타디움을 홈 그라운드로 사용하고 있다. The Lion Troops이란 이름으로도 널리 알려져 있는 이 클럽은 현재 샤알람에 기반을 둔 말레이시아의 공립 대학인 마라 공과대학교가 소유하고 있다.